# 喬普洛耶-奧加廖沃區

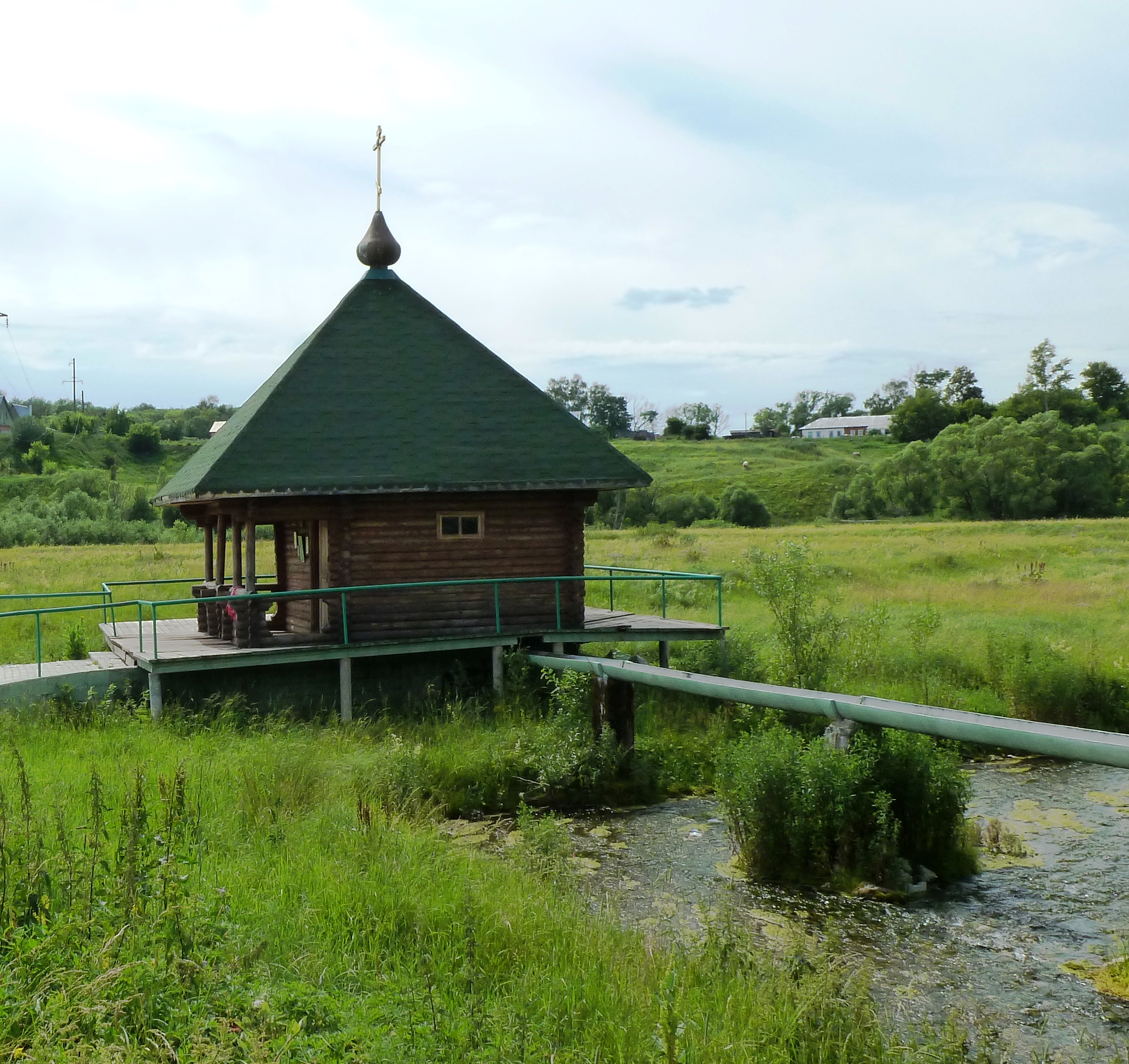

53°36′39″N 37°35′39″E / 53.61083°N 37.59417°E
喬普洛耶-奧加廖沃區（俄语：Тёпло-Огарёвский район），是俄羅斯的一個區，位於該國西部，由圖拉州負責管轄，面積1,014平方公里，2010年該區人口12,705，人口密度每平方公里12.53人。